# Bataille de Bitlis
 (janvier 2016).
Si vous disposez d'ouvrages ou d'articles de référence ou si vous connaissez des sites web de qualité traitant du thème abordé ici, merci de compléter l'article en donnant les références utiles à sa vérifiabilité et en les liant à la section « Notes et références ».
Campagne du Caucase
Première Guerre mondiale
Batailles
- Offensive Bergmann
- Sarikamis
- Ardahan (en)
- Van
- Manzikert
- Kara Killisse
- Erzurum
- Trébizonde (en)
- Bitlis
- Erzincan
- Expédition allemande
- Sardarapat
- Abaran
- Karakilisa
- Bakou

La bataille de Bitlis est une bataille qui opposa l'Empire russe à l'Empire ottoman pendant la campagne du Caucase, durant la Première Guerre mondiale.

## Déroulement
L'affrontement débuta le 21 février 1916, par un assaut de la 1ère légion des unités de volontaires arméniens, sous le commandement de Andranik Ozanian, épaulée par un bataillon d'infanterie russe et de 2 canons, sur le défilé de Bitlis. Ce dernier fut un échec.
La 1ère et la 2e légion intègrent alors un dispositif russe plus large de 3 colonnes, et prennent le 28 février les positions avancées turques, qui se replient sur les hauteurs du fleuve Bitlis-Sou, verrouillant l'accès à la ville.
Après une attaque infructueuse le 29 février sur la position de repli turque fortifiée, la 1ère légion fut au cœur de l'assaut final qui enleva la ville lors d'une attaque surprise dans la nuit du 2 au 3 mars. La montée à l'assaut se déroula en pleine tempête de neige, sans coup de feu, baïonnette au canon. Après plusieurs heures de combats au corps à corps, la légion arménienne sort victorieuse, capturant la totalité de l'artillerie turque sur place (20 canons) et faisant 1000 prisonniers.
La ville était la dernière place forte de l'Empire ottoman empêchant les Russes d'entrer en Anatolie et Mésopotamie. Après sa chute, l'Armée ottomane confia à Mustafa Kemal l'organisation de la défense de la région. Les Ottomans furent cependant rapidement débordés, et après une vaine résistance (1er août-9 août 1916), la région tout entière tomba aux mains des Russes et des volontaires arméniens.